# International Gay and Lesbian Human Rights Commission
International Gay and Lesbian Human Rights Commission (pol. Międzynarodowa Komisja Praw Człowieka Gejów i Lesbijek) – powstała w Stanach Zjednoczonych organizacja pozarządowa zajmująca się tematyką naruszeń praw człowieka względem lesbijek, gejów, biseksualistów, hermafrodyt, transseksualistów oraz nosicieli wirusa HIV i AIDS. Uznana przez ONZ, utrzymuje z tą organizacją status doradczy.
IGLHRC została założona przez Julie Dorf w 1990 by rok później stać się organizacją non-profit. Chociaż pierwotnie skupiała się na nadużyciach praw człowieka na terenie Rosji, teraz jest aktywna we wielu częściach świata, m.in. w Ameryce, Afryce, Azji oraz na Środkowym Wschodzie. Siedziba znajduje się w Nowym Jorku, z dodatkowymi biurami w Buenos Aires, Johannesburgu, a także Manili.